# Santiago Pesquera
Santiago Pesquera Blanco (Logroño, 21 de abril de 1973) es un deportista español que compitió en bochas adaptadas. Ganó cuatro medallas de plata en los Juegos Paralímpicos de Verano entre los años 2000 y 2008.

## Palmarés internacional
| Juegos Paralímpicos | Juegos Paralímpicos | Juegos Paralímpicos | Juegos Paralímpicos  |
| Año                 | Lugar               | Medalla             | Prueba               |
| ------------------- | ------------------- | ------------------- | -------------------- |
| 2000                | Sídney (Australia)  | Medalla de plata    | Dobles BC3 mixto     |
| 2004                | Atenas (Grecia)     | Medalla de plata    | Individual BC3 mixto |
| 2004                | Atenas (Grecia)     | Medalla de plata    | Dobles BC3 mixto     |
| 2008                | Pekín (China)       | Medalla de plata    | Dobles BC3 mixto     |